# Église Notre-Dame-de-l'Assomption de Châbons
L'église Notre-Dame-de-l'Assomption de Châbons, est un édifice religieux catholique, situé dans le département de l'Isère, sur la commune de Châbons.

## Historique

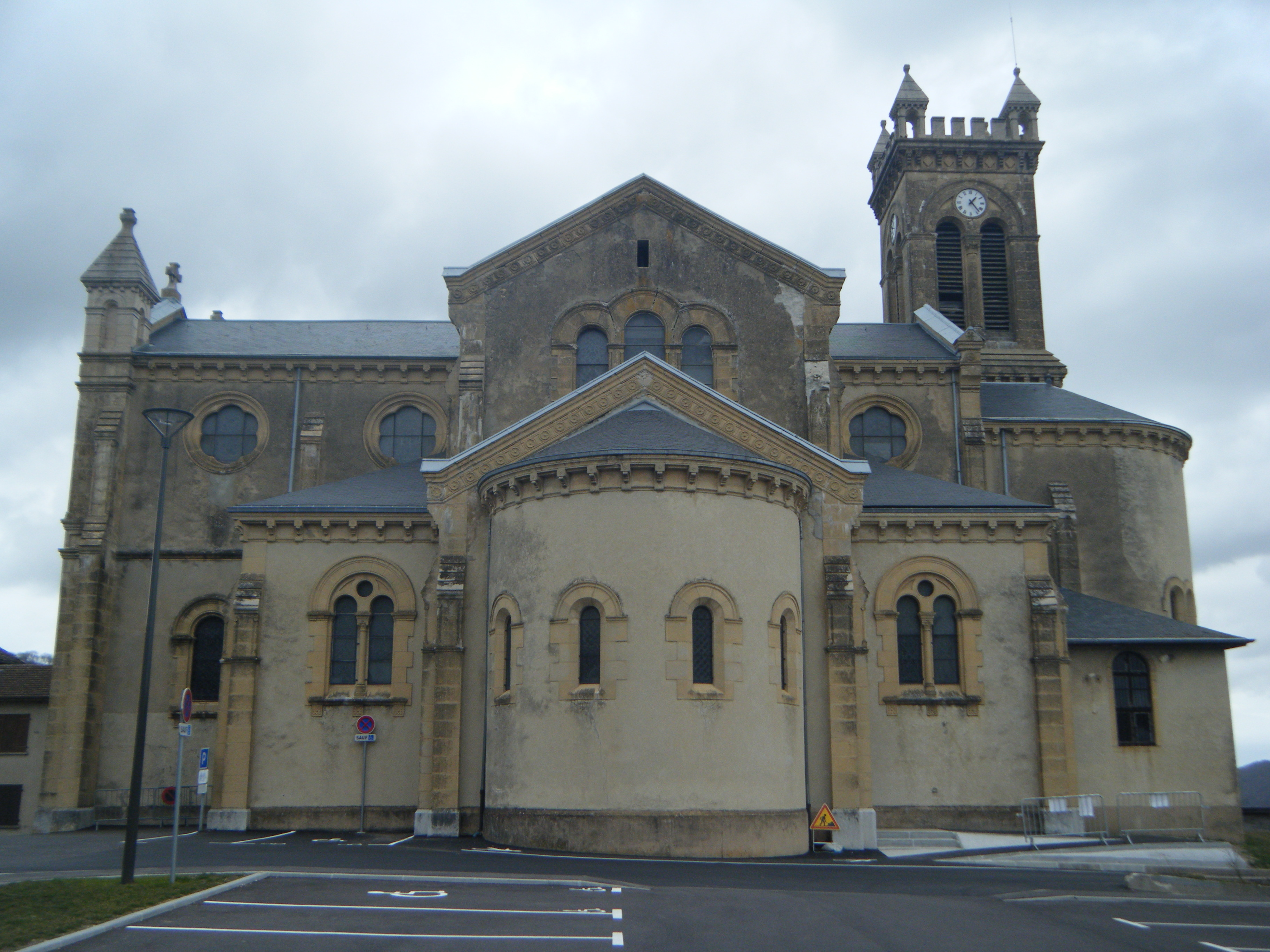
Transept sud de l'église

L’actuelle église de Châbons a été construite en 1897 en remplacement de l’ancienne église qui, malgré de nombreuses restaurations, était parvenu à un certain état de délabrement. L'architecte est Joannis Rey, le disciple de Pierre Bossan, architecte de la Basilique Notre-Dame de Fourvière. La nouvelle église se caractérise par un clocher sans flèche, crénelé, avec quatre petits clochetons aux angles et un toit couvert d’ardoises. 
Le 7 août 2020, l'église est fermée par arrêté de péril indiquant que les réparations du clocher sont impératives.
Dans le cadre de la mission de la fondation du patrimoine (avec une aide de 300 000 euros), l'église a pu bénéficier d'une importante restauration. Les travaux de rénovation devraient se terminer en 2025 ce qui n'a pas empêché la continuité du rite et plus particulièrement l'organisation des messes.

## Description

### L'édifice
Juchée sur une colline, la rendant ainsi visible des hameaux et des villages environnants, l’église de Châbons est la seule du diocèse de Grenoble à se présenter sous la forme de croix grecque.

### Les cloches
Le beffroi abrite quatre cloches, trois d’entre elles proviennent de l’ancienne église de Châbons :
1. Elisabeth, diamètre : 1,355m, poids : 1521kg, note ré, achetée par les fidèles en 1830.
2. Marguerite, diamètre : 1,070m, poids : 760kg, note fa, achetée par la commune en 1870.
3. Louise, diamètre : 0.67m, poids : 180kg, note ré, don de Jean Faure en 1731.
4. Marie-Antoinette, diamètre : 0,905 m, poids : 450kg, note la, don de l’Abbé Normand, vicaire à Chabons.

### Les vitraux et l'intérieur
Chaque hameau de la commune ayant financé un vitrail de l'église, chacun de ces compositions de verre porte le nom d’un de ces lieux-dits. Le Grand Christ et tabernacle en bois sont issus de l’ancienne église.

## Situation et accès

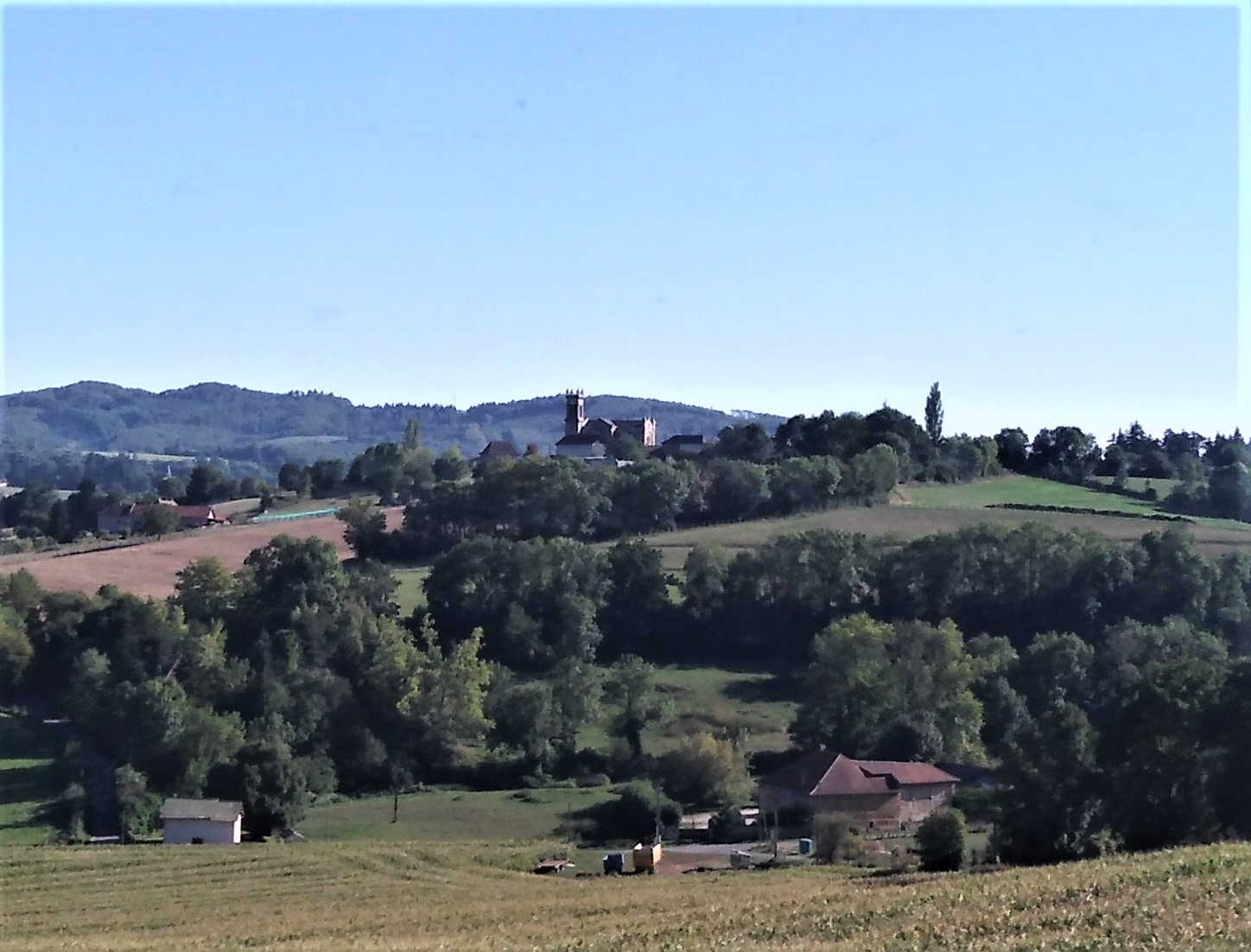
Église de Châbons sur la colline du village

L'église Notre-Dame-de-l'Assomption est située rue de l'église, un espace légèrement excentré situé à l'est du centre-ville. L'édifice est visible depuis la vallée de la Bourbre qu'il domine en raison de sa situation sur une colline.

## Culte
L'église de Châbons (propriété de la commune), de culte catholique est rattachée à la paroisse Notre-Dame de Milin du nom d'une chapelle éponyme qui comprend sept autres clochers. Cette paroisse est elle-même rattachée au diocèse de Grenoble-Vienne.